# Len Fielden
Leonard William Fielden (22 tháng 12 năm 1903 – 1966) là một cầu thủ bóng đá người Anh có 39 lần ra sân ở Football League thi đấu ở vị trí thủ môn cho Darlington trong thập niên 1930. Ông cũng thi đấu bóng đá non-league cho các câu lạc bộ gồm South Bank và Stockton.